# Spadona

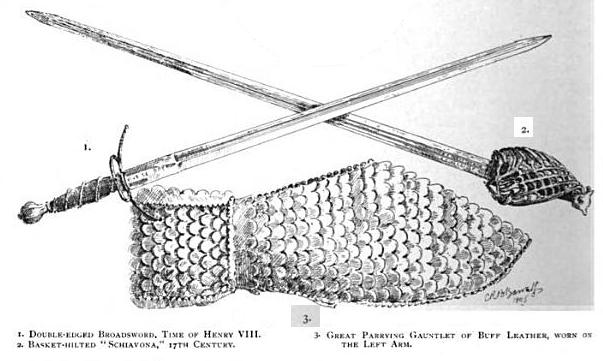
Due spadone incrociate: a sinistra una Reitschwert ed a destra una schiavona

La spadona è una particolare tipologia di spada d'uso militare che, rispetto alla striscia massicciamente diffusasi in uso civile, mantiene le caratteristiche di pesantezza e robustezza della lama tipiche della spada medievale. Il vocabolo di lingua italiana "spadona" apparve, come in molte altre lingue europee (es. broadsword in lingua inglese), a partire dal XVII secolo.

## Precisazione onomastica
Il vocabolo "spadona", in uso in Europa fino alle Guerre Napoleoniche, venne indiscriminatamente utilizzato per indicare sia armi manesche in uso alla cavalleria ("spadona da cavallo") che alla fanteria ("spadona da piede"):
(Grassi, Giuseppe (1833), Dizionario militare italiano, 2. ed. ampliata dall'a., Torino, Società Tipografica Libraria, v. IV, p. 141.)
La diffusa confusione, in lingua italiana, tra "spadona" e "spadone", ove quest'ultima parola indica propriamente in italiano lo Zweihänder della fanteria pesante rinascimentale, concorre poi a rendere difficilmente identificabili quelle armi manesche del tipo spada, prodotte in epoca rinascimentale o post-rinascimentale, che possono a pieno titolo rientrare nella tipologia. Caratteristica fondamentale della spadona vera e propria, valida a differenziarla dallo spadone a due mani, è però proprio l'aver impugnatura atta ad una presa a mano singola:
(Gelli, Jacopo (1900), Guida del raccoglitore e dell'amatore di armi antiche, Milano, U. Hoepli, p. 300.)
Anche nella lingua inglese perdura una certa confusione. Da una parte, il vocabolo è indiscriminatamente usato dai "profani" di oplologia per indicare una qualsiasi tipologia di spada a lama massiccia, sia essa pre o post-rinascimentale: spadona è in alcuni casi detta la spatha d'epoca vichinga (v. spada vichinga). Dall'altra, gli oplologi britannici tendono ad utilizzare il vocabolo broadsword quale sinonimo/abbreviazione di Basket-hilted sword, cioè della tipologia di armi manesche nota come "spade con elsa a cesto".

## Tipi di spadona
- Bilbo, spadona da cavallo in uso alle forze dell'Impero spagnolo al tempo degli Asburgo di Spagna, passò poi in uso anche alla marina militare del regno;
- Claymore, nella variante con impugnatura ad una mano (Claidheamh mòr), spadona da fante degli Highlanders scozzesi;
- Granchio, spadona da fante in uso alle forze del Regno del Portogallo, ebbe larga diffusione presso la loro marina durante l'età delle scoperte;
- Katzbalger, archetipo della spadona da fante in uso ai Lanzichenecchi;
- Mortuary Sword, spadona da cavallo con lama diritta, monofilare, in uso alla cavalleria pesante del Regno d'Inghilterra durante la Guerra civile inglese. Deve il nome o alla sua guardia a cesto simile ad una gabbia toracica o, più improbabile, per l'essere stata la spada con cui venne decapitato Carlo I d'Inghilterra;
- Pałasz, spadona da cavallo con lama diritta, monofilare, ed impugnatura ricurva come quella di una scimitarra, in uso agli Ussari alati della Confederazione Polacco-Lituana;
- Reitschwert, archetipo della spadona da cavallo sviluppata per la cavalleria pesante del Sacro Romano Impero (v. corazzieri) e diffusasi largamente in tutta l'Europa Centro-Settentrionale;
- Schiavona, spadona da cavallo dei mercenari schiavoni al soldo della Repubblica di Venezia, archetipo delle spade con elsa a cesto, passata poi in uso anche alle forze di fanteria della Serenissima, specialmente se impegnate in operazioni anfibie;
- Squadrona, ibrido tra la spada e la sciabola in uso alla cavalleria dell'Europa Centro-Settentrionale - derivata dalla Pałasz, sostituì la Reitschwert.
- Vallona (i.e. "Spada Vallona"), ibrido tra la spadona e la striscia, sviluppata in Vallonia, ebbe una certa diffusione sia in ambito militare che civile, servendo sia come arma da piede che da cavallo.